# Киновия (Краснодарский край)
Киновия — хутор в Брюховецком районе Краснодарского края.
Входит в состав Чепигинского сельского поселения.

## География
Расположен на берегу Лебяжьего лимана.

### Улицы
- ул Гагарина,
- ул Гоголя,
- ул Коммунаров,
- ул Ленина,
- ул Литвинова,
- ул Маяковского,
- ул Мира,
- ул Чапаева,
- ул Шевченко.

## Население
| 2002 | 2010 |
| ---- | ---- |
| 362  | ↗366 |